# Caldeira d'Aira
La caldeira d'Aira (姶良カルデラ, Aira karudera) est une gigantesque caldeira dans le sud de l'île japonaise de Kyūshū. Elle fut créée par une éruption massive, il y approximativement 30 000 ans. La ville de Kagoshima et le volcan de Sakurajima, vieux de 13 000 ans sont à proximité de la caldeira. Le Sakurajima, l'un des volcans les plus actifs du Japon est un cone post caldeira de la caldeira d'Aira, dans la partie nord de la baie de Kagoshima. Une éruption volumineuse de flots de roches pyroclastiques accompagna la formation de cette caldeira, large de 17 km sur 23. Celle-ci a pour conséquence la présence d'une couche stratigraphique de loam sur l'ensemble de l'archipel japonais.